# Kvänland
Kvänland, ibland Kvenland, var benämningen på ett område i norra delen av nuvarande Sverige och Finland där kväner levde (åtminstone under medeltiden). Det brukar identifieras med området runt Bottenviken i Norrbottens län och finska Österbotten. Mer specifikt handlar det ofta om norra delen av Österbotten eller landet vid den innersta delen av Bottniska viken.

## Historik
Den nordnorske resenären Ottar från Hålogaland från Tromsø beskriver på 890-talet e.Kr. ett område benämnt Kvänland, norr ovan ödemarkerna, som sträckte sig åt söder på båda sidor av Bottenviken.
I slutet av 1150-talet skrev den isländske abboten Nikulás Bergsson att det norrut från Värmland finns "två Kvænland", som sträcker sig till norra Bjarmaland. 
Den första mycket precisa definitionen på Kvänland får man först i en rapport från 1742–1745 där Kvänland definieras som området öster och väster om Torne älv och norröver där befolkningen kallas för kväner: "Qvaenland kaldes her den District i Sverrig, 2,25 Miil Östen, og 2,25 Miile Vesten for Torne stad, strekkende sig op efter Torne- og andra Elve i Nordnordvest en 40 Miile ad de Norske Grendser.---de övriga 10 mil o- dyrkelig Land innehavs av Lappar, som man her i Landet kallar de Svenske Östlapper; Bonder og Brugsfolk boe langs efter Elvene, hvoraf detta Qvaenland ere mangfoldige og store ". På ett annat ställe nämns: Qvaenland, (som er et Landskab strekkende sig 8 Miile fra Tornestad i Nord...).